# 布莱克本掠夺者攻击机
布莱克本掠夺者式攻击机（英語：Blackburn Buccaneer，旧译海盗式）是英国在冷战时期研制的一款低空舰载攻击机。该机原本是为皇家海军设计用来低空突破苏联舰队防空网的核武攻击机。后来也被皇家空军采用。掠夺者是非常长寿和受欢迎的战机。他做为英国战后剩余的最后一批大型航母的主力攻击机一直服役到1970年代英国海军裁撤掉这些航母为止。之后则在皇家空军做为重要的对地和对海攻击机服役到海湾战争以后。
掠夺者式的英文名称Buccaneer来自于大航海时代对活跃在加勒比海的英国私掠海盗的称呼。当时的加勒比海盗也以登陆掠夺港口而闻名。此外，由于制造商布莱克本飞机公司被并入霍克西德利集团，该机的官方称呼也曾被改为霍克西德利掠夺者。但传统上仍采用布莱克本掠夺者的称呼。

## 历史
掠夺者攻击机的起源来自皇家海军的NA.39项目（意为第 39 号海军参谋部需求Naval Staff Requirement No.39）。该需求要求提供一种双座舰载攻击机，可以携带一枚核弹，并能以0.86马赫掠海60米飞行。这个严苛的需求是因为苏联红海军在1950年代的快速扩张，使北约海军面对了强大的反舰压力。突破苏联海军集群的防空网，尤其是突破苏军新锐斯维尔德洛夫级巡洋舰成为北约海军当时的一大课题。NA.39项目还要求新的舰载攻击机可以适应英国新式航母的机库和升降机。同时亦要求具备空中加油及做为加油机的能力。
共有三家企业的方案最终入围。阿姆斯特朗-惠特沃斯的AW.168方案设计保守。他的设计类似一架后掠翼的流星战斗机，具有常规布局和两台翼吊发动机，并采取并列双座的座舱布局。肖特兄弟的PD.13方案则非常特别。他采取大后掠角后掠翼的无尾布局，并采用了罕见的气动操作面控制飞行器。座舱布置则类似海雌狐式战斗机，采用了较大的飞行员座舱和并列的，较小的导航员座舱的方案。
然而皇家海军最终选择的是此前从未有过军机研发经验的布莱克本飞机公司提出B.103方案。B.103方案采取了大量新技术，以达到海军严苛的性能需求，又能安全将飞机降落到航母甲板上。B.103是一款双座双发喷气攻击机。原本计划采用两台蓝宝石Sa.7涡喷发动机，因为重量超重和推力不足而改用了两台德哈維蘭小三角徽章涡喷发动机。B.103的设计完成于1954年7月。皇家海军对这个方案非常满意，于是订购了20架预生产型。一次订购如此之多的原型机是因为皇家海军急需B.103快速服役，因此希望能够快速推进项目的进行。1958年4月30日，第一架原型机（编号XK486）由试飞员德里克·怀特（英語：Derek Whitehead）驾驶在贝德福德空军基地首飞。同年8月就在范保罗航展上展出。
1960年，B.103开始上舰测试。1月19日在皇家海军胜利号航空母舰上进行了首次着舰实验。尽管这段时间发生了一些事故并导致飞行员的伤亡，B.103项目总体而言进展还算顺利。因此皇家海军给予了其“掠夺者”（Buccaneer）的称呼。1961年8月第一架掠夺者（由原型机升级来）进入皇家海军服役。而第一架量产型则在1962年交付。这批飞机定型为S.1型。S在这里有攻击（Strike）的意味。S.1型共生产了40架。
不过S.1型的小三角徽章发动机性能和可靠性并不能令皇家海军满意。由于急于让掠夺者服役才少量装备。针对发动机的改进型号被称为S.2，主要改动是换装了罗罗的斯贝涡扇发动机。选择斯贝的一个理由是斯贝的直径和小三角徽章相仿，因此不用对机身结构做大的修改。尽管如此，S.2型仍然修改了进气道的大小及尾喷管，以适应新发动机。

## 设计

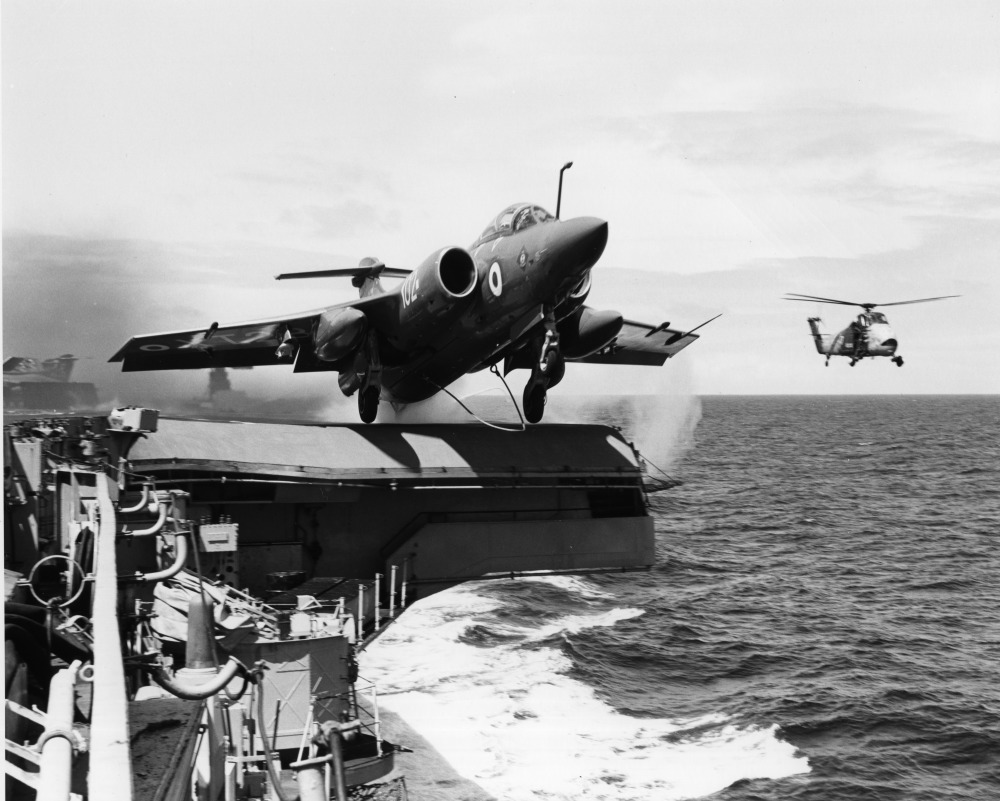
一架掠夺者S.2型正从航母上弹射起飞。

掠夺者是标准的双发喷气式舰载机。布局上采取中单翼常规式布局，尾翼则为T尾。机身根据面积率进行了收腰处理，两台发动机则安放在机身的两侧。掠夺者上备有一套独特的吹气襟翼系统用作附面层控制。这是为了平衡低空突防时需要的高速高翼载和在航母上降落时的低翼载之间的矛盾。大约10%的发动机压气机气体会被管道引导到机翼上表面，从而将低速飞行时的升力提升多达一倍。这套系统非常受飞行员的喜爱，同时也提供了一套很有效的机翼除冰系统。为了节省航母上的空间，掠夺者的机翼、鼻锥和巨大的尾椎均可以折叠。尾椎还可以向两侧打开用作飞行时的减速板。飞行员座舱采取串列双座布局，前座为飞行员而后座为导航员。飞机具备仅有前座飞行员的情况下飞行的能力。座舱盖采用少见的向后滑动结构。座舱也可以增压。两名飞行员均配备了马丁贝克零-零弹射座椅。两个座椅的轴线相差5厘米，以保证弹出后飞行员不会在空中相撞。为了解决S.1型弹射成功率低的问题，掠夺者S.2的座舱盖首次采取了舱盖爆炸索抛盖的方式，在飞行员跳伞时舱盖内置的爆炸索会即时炸掉舱盖，为飞行员弹射清理出路径。此外，前座舱盖也有很好的防鸟击能力。
掠夺者的武器可以安放在翼下的四个挂架及机腹的旋转弹舱内。由于传统的弹舱不适合低空突防使用，掠夺者采取了创新的舱门旋转式弹舱。弹药被挂载在可旋转的舱门上，平时收纳在舱内，临近投放时舱门旋转，使内部的弹药露出并变成外挂式的结构。如此设计便平衡了气动上需求和方便投放之间的矛盾。弹舱内除了弹药以外，还可以安放2000升的备用油箱、简易货仓、侦查吊舱或一个阿登机炮的吊舱。不过机炮吊舱从未实际部署过。掠夺者各型均可挂载各类无制导炸弹和无控火箭弹。但在早期的S.1型上，主要的挂载武器还是藏在弹舱内的，巨大的红胡子自由落体核弹。掠夺者的主要设计目标就是低空突入苏联舰队后，投下这颗核弹后逃之夭夭。不过红胡子的保险要在起飞前解除而不是在投放后自动解除，因此存在不低的风险，所以很不受飞行员们的欢迎。用作核弹攻击机时，掠夺者的机腹会被涂上高反射的白色，以便在核爆后保护机身。待到S.2型时掠夺者也开始具有携带精确制导武器的能力。S.2型常见的制导武器是战锤空对地导弹及其衍生的海鹰反舰导弹。导弹挂载在翼下的挂架上，最多可以携带四枚。不过，如果使用战锤导弹的电视制导型，由于需要腾出一个挂点携带数据链吊舱，所以一次只能挂载三枚。掠夺者也曾经尝试过携带美制AGM-12小斗犬式空对地导弹。不过由于得到了飞行员和机务们极恶劣的评价而很少被装备。掠夺者也可以携带激光制导炸弹，不过这需要同时挂载铺路钉激光指示吊舱。由于机炮吊舱从未实际部署过，所以AIM-9响尾蛇导弹就成为了掠夺者唯一的自卫武器。实在不济，也可以使用热诱饵弹进行被动防御。但大多数时候，掠夺者还是需要依靠护航战机的保护。如果有必要，掠夺者也可以携带必要的设备用作侦察机、电子对抗机或激光目标指示机。
掠夺者具有空中加油能力。S.1的早期采取的是可收放的受油管，因为使用效果不理想而改为固定式。当做加油机时，加油吊舱会被安装在机腹弹舱内。

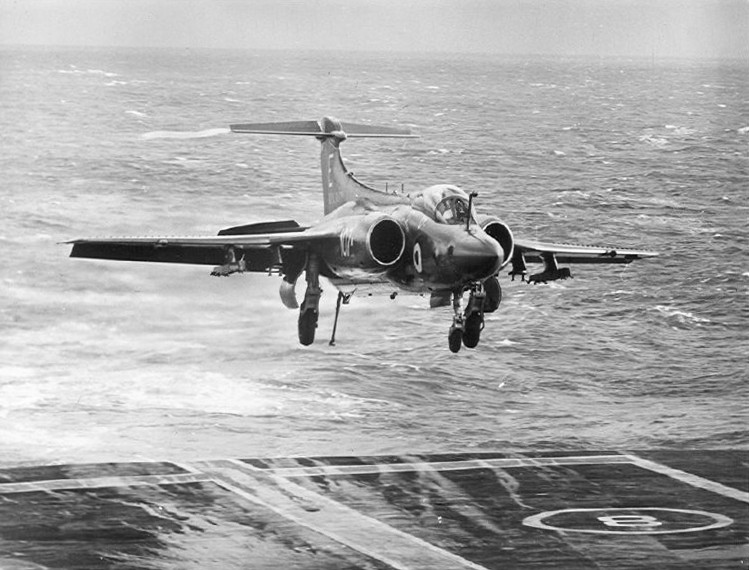
1971年，一架掠夺者S.2即将着陆在鹰号航空母舰上。机腹的着舰钩和机头的固定式加油管清晰可见。

掠夺者的航电系统在当时也较先进。飞机机鼻内装有一台蓝鹦鹉（英語：Blue Parrot）雷达。这款雷达虽然没有地形跟随能力，但用作导航和瞄准效果却非常好，因此很适合对海作战使用。掠夺者也装有UHF电台、仪表着陆系统和敌我识别机。从后期型号开始也增加了雷达告警设备。为了方便掠海攻击提供方便，也备有自动驾驶仪和无线电高度表。原本掠夺者的座舱内界面以简洁而著称。但因为后期航电系统做了太多升级和改装，增加的仪表面板反而使座舱界面变得混乱不堪。
作为舰载机，掠夺者具有常见的着舰钩并支持弹射索牵引弹射起飞。但古怪的是，掠夺者的弹射起飞方式并非三个起落架同时接触甲板，而是机头高高仰起，同时前起落架收起的状态。这个做法的主要理由是为了在起飞时提供更大的迎角。由于英国当时的航空母舰普遍较小，这种设计更有利于飞机从较短的甲板上起飞。
对于南非使用的掠夺者S.50，还增加了一套布里斯托尔西德利 BS.605火箭辅助发动机，用作起飞辅助之用。使用这个设计的理由是南非的高原加湿热气候会使发动机的推力下降不少。不过由于安全性问题，这个火箭发动机很少被使用。

## 部署历史

### 英国
S.1型于1962年7月部署于801中队。此前曾经成立过一个用于换装和评估的临时部队700Z中队。1963年2月，掠夺者跟随航母第一次开始海外巡航。掠夺者在1964年多次在远东和中非沿海进行战斗部署。期间发现发动机在热带存在诸多问题，导致原本计划被淘汰的弯刀战斗机仍然需要执行对海攻击任务，或充当S.1型的加油机。
S.1型的设计存在诸多问题。其中最严重的就是小三角徽章发动机。这台发动机动力并不足，尤其是吹气襟翼引导走部分气流后，更是雪上加霜。因此为了能让掠夺者满载起飞，只能选择在起飞前只加半油，升空后再通过空中加油的方式补充燃料。这种方式很麻烦，因此当改进的S.2型出现以后，S.1型就迅速转入训练用途。当1972年12月一次因为发动机导致的事故发生后，幸存的S.1型就迅速全部退役。
S.2型在1963年首飞，并在1965年进入海军航空兵801中队服役。试飞期间没有一架飞机损失。期间掠夺者还曾经在美国航空母舰列克星敦号上进行过飞行测试。这次测试结束后，返回英国的掠夺者直接从加拿大古斯湾不经停和加油直接跨越大西洋飞回英国。这次用时5小时16分钟，飞行距离3138千米的长途飞行也是英国海军航空兵首次完成的不间断跨大西洋飞行。S.2型非常受飞行员的欢迎。但他在服役初期发生了两次严重的起飞事故。事后，掠夺者的弹射起飞流程做了相关的修改。一如S.1型，S.2型在早期也同样涂成白色的机腹。1966年3月，罗德西亚独立时，第800中队的掠夺者随着鹰号航空母舰参与了对罗德西亚的石油封锁行动。1967年3月，掠夺者完成了自己唯一一个大型船只击沉战果。来自800中队和736中队的掠夺者使用450公斤炸弹在康沃尔沿海击沉了一艘事故油轮托利谷号，以避免石油泄漏对海岸造成污染。

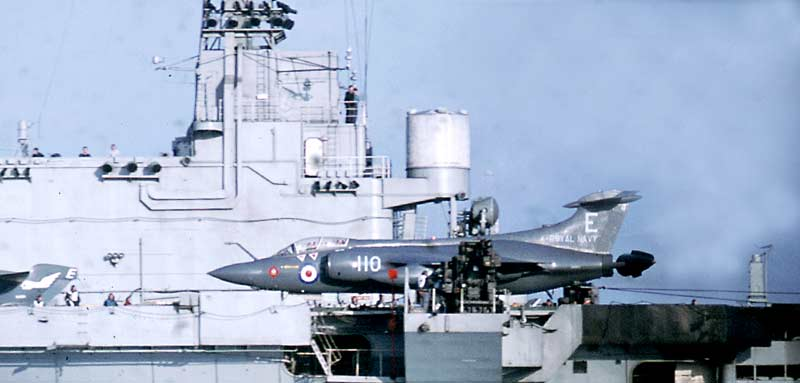
1970年，一架停放在鹰号航空母舰上的掠夺者

尽管S.2型非常受到欢迎，但随着英国工党决定裁撤所有大型航空母舰，掠夺者在皇家海军内的服役逐渐到了尽头。由于新一代无敌级航母太小而不能操作掠夺者，操作掠夺者的部队随着英国大型航母的陆续退役和转做直升机航母而相继解散。1978年，随着皇家方舟号的退役，皇家海军的最后一只操作掠夺者的部队也退役。所有剩余的飞机全部被转移到皇家空军继续服役。
皇军空军曾经希望布莱克本提供掠夺者的超音速改型P150，这是一种类似TSR-2的高性能轰炸机。由于皇家空军转为采购F-111K而被放弃。F-111K最终交付失败，皇家空军只能接收末位选择，订购了26架掠夺者S.2。这些掠夺者根据皇家空军的要求增加了携带战锤导弹的能力。之后从皇家海军由移交了64架S.2型，使皇家空军获得了最大规模的掠夺者机队。皇家空军的掠夺者根据来自原厂订购或来自海军，以及是否具有携带战锤导弹的能力，分为了S.2A/B/C/D四个型号。但无论如何，这些掠夺者的舰载能力基本都被去除。同时，一部分部署在西德的掠夺者去除了空中加油管，理由是在中欧环境下没有空中加油的必要。之前曾经有一部分飞行员被交换到海军接受过掠夺者的驾驶培训，所以皇家空军接收掠夺者的过程非常顺利。
皇家空军迅速成为了掠夺者的支持者，因为掠夺者具有极强的低空突防能力和精准的攻击能力。在1983年干涉黎巴嫩内战时，6架掠夺者被部署到塞浦路斯，并使用激光制导炸弹支援英军地面部队。掠夺者虽然从未在黎巴嫩投下过实弹，但非常大的提高了英军的士气。同时，一次超低空飞掠贝鲁特的示威飞行也成功影响了黎巴嫩政府的态度。尽管此时英国已经开始使用狂风战斗机取代掠夺者的部分任务，使掠夺者主要被RAF用作反舰作战。但很多人相信只要升级航电，掠夺者就会获得比狂风更好的作战效果。
1991年1月海湾战争时，由于狂风战斗机在空袭中损失惨重，6架掠夺者被紧急调往沙特，用作激光目标指示机协助狂风作战。进入2月多国部队取得制空权后，掠夺者也直接携带激光制导炸弹进行轰炸。其中甚至曾经用炸弹击毁过一架伊拉克的安-12运输机。1991年3月，全部掠夺者撤回英国。没有一架损失。
虽然受到欢迎，但掠夺者的机身寿命已接近极限。1980年美国红旗军演中，一架掠夺者的机翼突然脱落，两名飞行员丧生。事后调查显示S.2型在升级发动机时影响了机翼的结构，导致其寿命缩短。相当一部分老旧的掠夺者在这次事故后退役。剩余的掠夺者则坚持到了1994年3月。在冷战后的大裁军中，皇家空军剩下的掠夺者全部退役。退役前，全部掠夺者均被喷上了旧的皇家海军涂装，以为致敬。不过，掠夺者退役以后仍然有3架机因为研究用途被英国使用到1994年10月。之后这些机体被卖给了民间的收藏者。其中一架位于南非的机体截止2002年仍然适航。全部幸存的机体大约40架。

### 南非

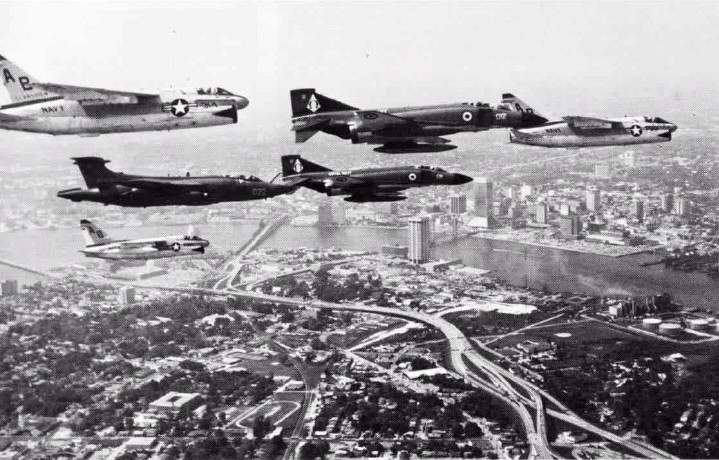
1976年，一架访美的掠夺者和几架F-4鬼怪及A-7海盗飞越佛罗里达。掠夺者曾经差点进入美国海军服役。

美国海军曾经考虑过购买掠夺者，但在A-6项目落地后放弃。西德海军航空兵也曾经考虑过装备掠夺者，但为了保持航空兵的装备通用性最后转为采购F-104G。唯一操作过掠夺者的进口用户是南非空军。
1963年1月，南非空军订购了第一批16架使用斯贝发动机的掠夺者。这甚至比皇家海军还要早。由于南非空军的需求特殊，出口南非掠夺者做了一些相关的修改。改进的型号被称为S.50。除了增加起飞助推火箭以外，几乎所有舰载设备均被拆除。英国同时还出口了一些斯贝发动机。作为这笔订单的交换，南非出让了一些港口供皇家海军使用。不过由于独立后南非的种族隔离政策带来恶名，英国工党政府拒绝了这笔订单的任何追加订购可能。但已经签署的订单，包括配件，仍然会按时交付。
1965年，南非订购的掠夺者开始交付。每批次共交付8架，共分两次交付完成--除了一架在交付途中坠毁于大西洋。南非将掠夺者用作对舰攻击和对地攻击。不同的是，南非使用法国制造的AS-30电视制导炸弹用于轰炸军舰。不过在1971年一次同样用于击沉事故油轮的行动中，掠夺者发射的多枚AS-30均未能将油轮击沉，显示出AS-30不是一种合适的反舰武器。用作对地攻击时，S.50会携带4枚重磅炸弹，或火箭弹。南非空军曾经在纳米比亚和安哥拉的冲突中广泛采用S.50进行轰炸任务。
1991年，南非空军的全部S.50退役。此时能够飞行的掠夺者已经只剩下最后5架。

## 改型
- S.1：基本型。使用小三角徽章发动机。1972年全部退役。仅用于皇家海军。
- S.2：改进型号。改用罗罗斯贝（英语：Rolls-Royce Spey）发动机。1994年全部退役。
- S.50：南非空军使用的型号。1991年退役。

## 参数
以下参数来自BAE官方网站。
- 翼展：13.41米
- 长度：19.33米
- 最大起飞重量：28,000公斤（62,000磅）
- 乘员：2（飞行员和导航员）
- 动力：罗尔斯罗伊斯RB168-1A斯贝涡扇发动机 x 2
- 最大平飞速度：580节 (6,000米高度)
- 航程：3,700公里

## 流行文化
- 漫画战区88中，做为来自英国的佣兵飞行员兰德尔（ラウンデル）的座机出场。

## 相似飞机
- A-6入侵者式攻击机
- Su-17战斗轰炸机